# Маунт Кроган (Јужна Каролина)
Маунт Кроган (енгл. Mount Croghan) град је у америчкој савезној држави Јужна Каролина.

## Демографија
По попису из 2010. године број становника је 195, што је 40 (25,8%) становника више него 2000. године.
| Група             | 2000.       | 2010.       |
| Белци             | 140 (90,3%) | 156 (80,0%) |
| Афроамериканци    | 15 (9,7%)   | 15 (7,7%)   |
| Азијати           | 0 (0,0%)    | 0 (0,0%)    |
| Хиспаноамериканци | 0 (0,0%)    | 15 (7,7%)   |
| Укупно            | 155         | 195         |